# Mustafa Khalil
Mustafa Khalil —àrab: مصطفى خليل, Muṣṭafà Ḫalīl— (governació d'Al-Qalyubiyah, 18 de novembre de 1920 - el Caire, 7 de juny de 2008) fou un polític egipci, que governà com a Primer Ministre d'Egipte des del 2 d'octubre de 1978 fins al 15 de maig de 1980. Khalil també ostentà el càrrec de Ministre d'Afers Exteriors d'Egipte des de l'any 1979 fins al 1980. Però l'actuació per la qual és més conegut és per haver ajudat a les negociacions de pau de 1979, entre Egipte i Israel, que es materialitzaren en els Acords de Camp David.
Mustafa Khalil acompanyà el President egipci Anwar el-Sadat en l'històric primer viatge el novembre de 1977 a Jerusalem (Israel) per entrevistar-se amb el Primer Ministre d'Israel Menachem Begin. Alhora, Khalil fou el secretari general de la Unió Socialista Àrab. La visita de Sadat i Khalil aplanà el camí de les negociacions del President dels Estats Units Jimmy Carter, qui actuà com a intermediari en els acords de Camp David. L'antic secretari general de Nacions Unides, Boutros Boutros-Ghali, qui actuà en el moment del viatge a Israel com a Ministre d'Afers Exteriors, afirmà sobre l'important rol que desenvolupà Khalil en les negociacions de pau, "contribuint al servei del país per més de 50 anys i prenent part en l'assumpció de la pau, així com construint les bases del desenvolupament". Boutros-Ghali també explicà que "continuaren treballant conjuntament en les negociacions fins a arribar al tractat de pau entre Egipte i Israel que propulsà el procés de pau a la regió".
En els darrers anys, va presidir el Partit Nacional Democràtic, que fou el partit governant d'Egipte durant la resta de la seva vida. Deixà el càrrec de president del partit el novembre de 2007.
Khalil va morir en un hospital de la ciutat del Caire el 7 de juny de 2008, a l'edat de 88 anys. Segons MENA, l'agència estatal de notícies d'Egipte, Khalil fou tractat a l'hospital d'una malaltia sense especificar. Deixà enrere la seva dona Nehal, el seu fill Hisham i la seva filla Zeinab. El president egipci Hosni Mubarak assistí al funeral que se celebrà el 9 de juny de 2008.